# Kap Chikiu
Das Kap Chikiu (jap. チキウ岬 Chikiu-misaki) liegt am Nordostende der Uchiura-Bucht in Hokkaidō, südöstlich der Stadt Muroran auf der Etomo-Halbinsel.

## Name
Der Name Chikiu leitet sich aus dem Ainu-Wort チケプ cikep ab, das „Kliff“ oder „Steilklippe“ bedeutet. Im Japanischen wurde es über チケウエ chi-ke-u-e zu chikiu und sogar zu chikyū (チキュウ) korrumpiert. Letztere Form wird auch 地球 („Erdkugel“) geschrieben; dabei handelt es sich allerdings um einen Fall von Ateji.

## Leuchtturm
Der am Kap gelegene Kap-Chikiu-Leuchtturm schaltete am 1. April 1920 das erste Mal sein Licht an. Die Lichtstärke ist 590.000 Candela und kann bis in eine Entfernung von 28 Seemeilen (ca. 52 km) gesehen werden. Der Leuchtturm steht in der Liste der Top-50-Leuchttürme Japans.